# Sułów (osada w województwie dolnośląskim)
Sułów – osada w Polsce położona w województwie dolnośląskim, w powiecie milickim, w gminie Milicz.
W latach 1975–1998 miejscowość należała administracyjnie do województwa wrocławskiego.